# Riukusaari (ö i Jämsä)
Riukusaari är en ö i Finland. Den ligger i sjön Nytkymenjärvi och i kommunen Jämsä i landskapet Mellersta Finland, i den södra delen av landet, 190 km norr om huvudstaden Helsingfors. Öns area är 17,7 hektar och dess största längd är 0,7 kilometer i sydöst-nordvästlig riktning.